# والتر پیپون بریثویت
والتر پیپون بریثویت (انگلیسی: Walter Braithwaite; ۱۱ نوامبر ۱۸۶۵ – ۷ سپتامبر ۱۹۴۵) فرد نظامی اهل بریتانیا بود. وی همچنین برندهٔ جوایزی همچون نشان حمام شده‌است.